# Джордж МакКей
Джордж МакКей (англ. George MacKay, нар. 13 березня 1992 року) — англійський актор. Найбільш відомий за фільмами «Хлопці повертаються» (2009), «Як я тепер люблю» (2013), «Сонце над Літом» (2013), «За тих, хто в морі» (2013), «Капітан Фантастік» (2016), «Офелія» (2018) та міні-серіалу «11.22.63» (2016).
На Каннському кінофестивалі 2017 року МакКей отримав нагороду Trophée Chopard як відкриття року. У тому ж році він був номінований на премію BAFTA як висхідна зірка.

## Життя та кар'єра
Джордж народився в Лондоні в родині австралійця Пола МакКея, який працює в сфері освітлення сцени, і Кім Бейкер, художниці по костюмах.
У 2002 році, під час навчання в школі, МакКей був помічений агентом з пошуку талантів, який запропонував йому прослуховування на роль в екранізації «Пітера Пена» Пі-Джея Хогана. Джордж отримав роль одного зі Зниклих хлопчиків, Карлі. У 2005 році, у віці 13 років, він отримав роль Річчіо в екранізації популярного дитячого роману Корнелії Функе «Лорд Злодій». Він також зіграв головну роль у телевізійній драмі BBC з трьох частин «Джоні та бомба», адаптації однойменного роману Террі Пратчетта. Пізніше він не зміг вступити в Королівську академію драматичного мистецтва, ні в Лондонську академію музичного і драматичного мистецтва.
МакКей також з'являвся на телебаченні в таких шоу, як «Роуз і Малоні», «Сліди на снігу» і «Судова справа».
У 2008 році МакКей зіграв Арона, наймолодшого з чотирьох братів Бєльських, в фільмі «Виклик». У 2009 році він виконав роль Геррі в «Хлопці повертаються» з Клайвом Оуеном у головній ролі. Джордж знявся разом з Мінні Драйвер, Анейріном Барнардом і Кімберлі Ніксон в музичному фільмі Марка Еванса «Те, що треба!», дія якого відбувається в 70-х роках в Суонсі.

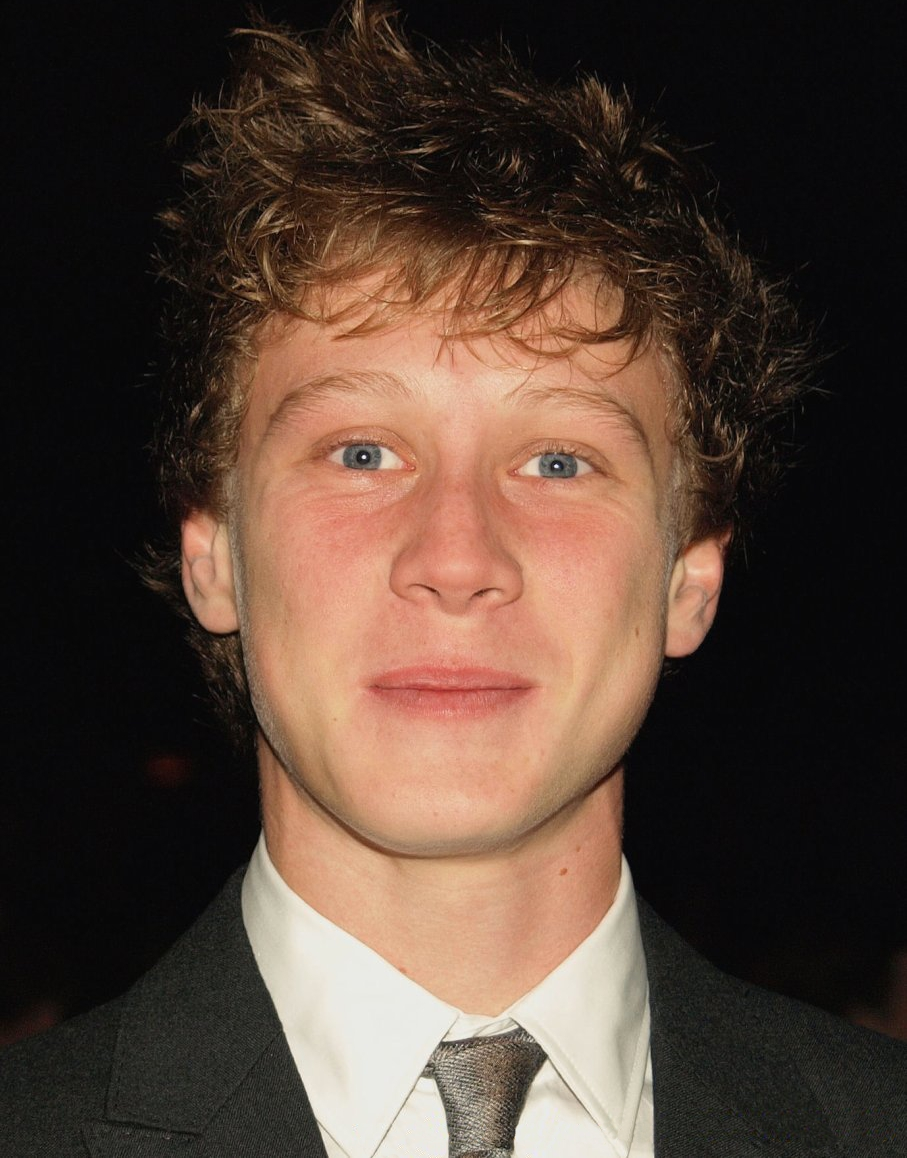
Джордж МакКей у 2009 році.

У 2012 році він зіграв головного героя у фільмі «Рядовий Пісфул» і з'явився в надихає картині «Найкращий із чоловіків».
У 2013 році Джордж зіграв Еді у фільмі «Як я тепер люблю» режисера Кевіна МакДональда і Дейві в мюзиклі «Сонце над Літом» на пісні групи «The Proclaimers», режисера Декстера Флетчера.
У 2014 році МакКей зіграв роль 20-річного Джо у фільмі «Гордість» (заснований на реальній історії) про гомофобію в Британії, в якому також взяв участь Білл Найі. У картині розповідається про групу LGSM (Лесбійки і геї на підтримку шахтарів), яка намагалася допомогти страйкуючим шахтарям в Уельсі в 1984-85 роках.
З 14 квітня по 23 травня 2015 року Джордж грав головну роль у виставі за п'єсою Юджина О ' Нілла «Ох, пустеля!» режисера Наталі Ейбрахамі в театрі «Янг-Вік». У рецензії на п'єсу Домінік Кавендіш («The Daily Telegraph») написав, що постановка його не вразила, але відзначив гру МакКея.
У липні 2015 року МакКей зіграв головну роль у двочастинній телевізійної адаптації BBC «Ізгой» по першій новелі Седі Джонса. У лютому 2016 року Джордж виконав роль Білла Теркотта в науково-фантастичному міні-серіалі Hulu за однойменним романом Стівена Кінга «11.22.63».
З 29 березня по 14 травня 2016 року МакКей грав роль Міка в постановці «Сторож» режисера Меттью Ворчуса за п'єсою Гарольда Пінтера в театрі «Олд Вік» в Лондоні, партнерами Джорджа по сцені були Тімоті Сполл і Деніел Мейс.
У фільмі «Капітан Фантастік» в 2016 році МакКей зіграв Бодевана, старшого сина Бена Кеша (Вігго Мортенсен). 
У 2017 році актора можна було побачити в містичному хоррорі «Обитель тіней» в компанії таких акторів, як Міа Гот, Аня Тейлор-Джой і Чарлі Хітон, а в 2018-му – в романтичній драмі «Офелія» з Дейзі Рідлі в головній ролі. У 2019 році Маккей приєднався до акторського складу військової драми режисера Сема Мендеса «1917». 
Також, в 2019 вийшов біографічний вестерн «Справжня історія банди Келлі», в якому Маккею дісталася головна роль «благородного розбійника» Неда Келлі. Крім нього, у фільмі зіграли Рассел Кроу, Чарлі Ганнем і Ніколас Холт.

## Фільмографія
| Рік  | Назва українською            | Оригінальна назва              | Роль                 | Примітка                                       |
| ---- | ---------------------------- | ------------------------------ | -------------------- | ---------------------------------------------- |
| 2003 | Пітер Пен                    | Peter Pan                      | Карлі                |                                                |
| 2004 | Роуз і Малоні                | Rose and Maloney               | Молодий Калум        | 1 епізод                                       |
| 2005 | Сліди на снігу               | Footprints in the Snow         | Натан Хілл           | ТБ                                             |
| 2005 | Судова справа                | The Brief                      | Зак Фармер           | ТБ                                             |
| 2006 | Лорд Злодій                  | The Thief Lord                 | Річчіо               |                                                |
| 2006 | Джоні і бомба                | Johnny and the Bomb            | Джонні Максуелл      | ТБ                                             |
| 2006 | Цунамі                       | Tsunami: The Aftermath         | Адам Пібоді          | ТБ                                             |
| 2007 | Лавка старожитностей         | The Old Curiosity Shop         | Кіт Нобблз           | ТБ                                             |
| 2008 | Виклик                       | Defiance                       | Арон Бєльський       |                                                |
| 2009 | Хлопчики повертаються        | The Boys Are Back              | Геррі                |                                                |
| 2011 | Те, що треба!                | Hunky Dory                     | Джейк Зепп           |                                                |
| 2012 | Пташина пісня                | Birdsong                       | Рядовий Дуглас       | ТБ                                             |
| 2012 | Кращий з чоловіків           | The Best of Men                | Рядовий Вільям Хіт   | ТБ                                             |
| 2012 | Рядовий Пісфул               | Private Peaceful               | Рядовий Томмі Пісфул |                                                |
| 2013 | Як я тепер люблю             | How I Live Now                 | Едді                 |                                                |
| 2013 | Сонце над Літом              | Sunshine on Leith              | Дейві                |                                                |
| 2013 | За тих, хто в морі           | For Those in Peril             | Аарон                | BAFTA Scotland 2013 в номінації "Кращий актор" |
| 2013 | Сніданок з Джоні Уїлкинсоном | Breakfast with Jonny Wilkinson | Джейк                |                                                |
| 2014 | Гордість                     | Pride                          | Джо "Бромлі" Купер   |                                                |
| 2014 | Обхід                        | Bypass                         | Тім                  |                                                |
| 2015 | Ізгой                        | The Outcast                    | Льюїс Олдрідж        | ТБ                                             |
| 2016 | Капітан Фантастик            | Captain Fantastic              | Бодеван Кеш          |                                                |
| 2016 | 11.22.63                     | 11.22.63                       | Білл Тьоркотт        | ТБ                                             |
| 2017 | Нескінченність               | Infinite                       | Майк Янг             | Короткометражний фільм                         |
| 2017 | Обитель тіней                | Marrowbone                     | Джек                 |                                                |
| 2017 | Де стикаються руки           | Where Hands Touch              | Лутц                 |                                                |
| 2018 | Давно не бачилися            | Been So Long                   | Гіл                  |                                                |
| 2018 | Офелія                       | Ophelia                        | Гамлет               |                                                |
| 2019 | Справжня історія банди Келлі | True History of the Kelly Gang | Нед Келлі            |                                                |
| 2019 |                              | A Guide to Second Date Sex     | Райан                |                                                |
| 2019 | 1917                         | 1917                           | Вілл Скофілд         |                                                |
| 2021 | Мюнхен                       | Munich                         | Х'ю Легат            |                                                |
| 2021 | Вовк                         | Wolf                           | Джейкоб              |                                                |
| 2023 | Звір                         | La Bête                        | Луїс                 |                                                |
| 2024 | Кінець                       | The End                        |                      |                                                |